# Philipp Friedrich von Rieger

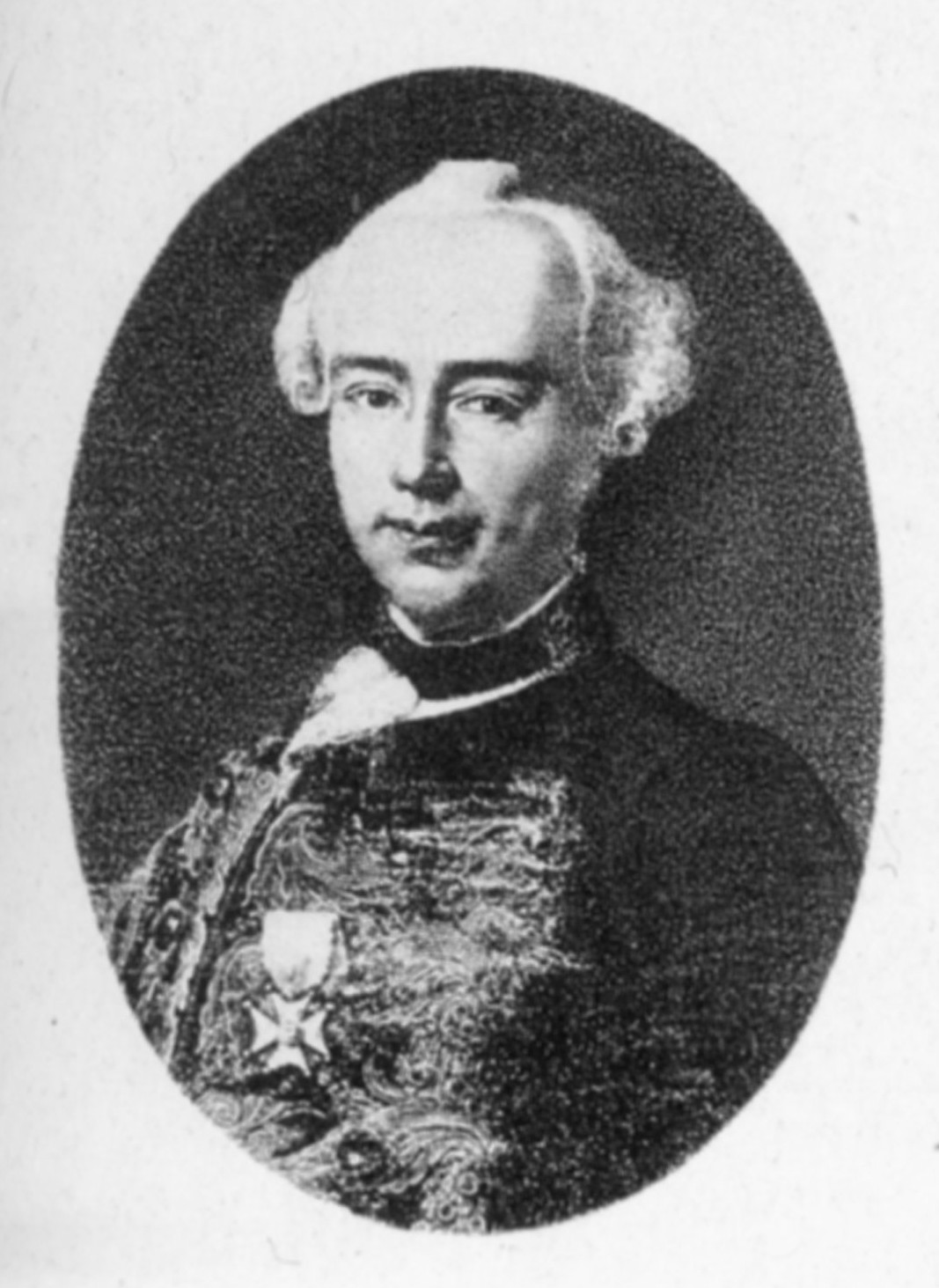
Philipp Friedrich Rieger

Philipp Friedrich von Rieger (* 2. Oktober 1722 in Stuttgart; † 15. Mai 1782) war ein württembergischer Generalmajor. 

## Leben
Der Sohn von Georg Konrad Rieger studierte Rechtswissenschaften und trat danach als Auditeur in das Kürassierregiment „von Rochow“ der Preußischen Armee ein. Vor dem Beginn des Siebenjährigen Krieges kehrte Rieger nach Württemberg zurück und erhielt 1755 eine Stelle als Hauptmann und Regimentsquartiermeister beim Kreisdragonerregiment. 1757 wurde er Major und 1760 Oberst. In Diensten des Herzogs Carl Eugen soll er Ungerechtigkeiten und Gewalttaten begangen haben, während er sonst uneigennützig und unbestechlich war.
Als der Herzog 1757 Truppen für den Siebenjährigen Krieg brauchte, verpflichtete Rieger Soldaten und beschaffte Finanzmittel. Premierminister Graf Montmartin, der auf seinen Einfluss eifersüchtig war, beschuldigte ihn jedoch der landesverräterischen Verbindung mit Preußen. Am 28. November 1762 wurde er auf dem Paradeplatz in Stuttgart vom Herzog selbst, der ihm seine Orden abriss, degradiert und auf den Hohentwiel verschleppt. Hier verbüßte er eine vierjährige Kerkerstrafe, die ersten 16 Monate davon in Isolationshaft. 1766 kam er auf Antrag der Stände frei.
1775 nahm ihn der Herzog wieder in Dienst und ernannte ihn 1776 zum Kommandanten von Hohenasperg, wo Rieger die Gefangenen, z. B. Christian Friedrich Daniel Schubart, misshandelt haben soll. Im Jahr 1776 wurde er Mitglied der Freimaurerloge „zu den 3 Cedern“ in Stuttgart. Er starb als Generalmajor am 15. Mai 1782.
Friedrich Schiller, dessen Pate er war, hat sein Geschick in der Erzählung Spiel des Schicksals in freier dichterischer Behandlung wiedergegeben.